# Dorrit Hoffleit
Ellen Dorrit Hoffleit (Florence, 12 marzo 1907 – New Haven, 9 aprile 2007) è stata un'astronoma statunitense, ricercatrice presso l'Università Yale.
È conosciuta soprattutto per il suo lavoro sulle stelle variabili, sull'astrometria, sulla spettroscopia, sulle meteore e sul catalogo delle stelle luminose, nonché per essere stata mentore di molte giovani donne e generazioni di astronomi.

## Biografia
Il suo interesse per l'astronomia nacque con la pioggia di meteoriti delle Perseidi del 1919 che vide con sua madre. Si laureò nel 1928 con lode in matematica e iniziò a lavorare per l'Harvard College Observatory alla ricerca di stelle variabili. Conseguì il dottorato di ricerca in astronomia al Radcliffe College nel 1938 e lavorò all'Università di Harvard dal 1948 al 1956, anno in cui si trasferì all'Università Yale, dove rimase fino al suo pensionamento nel 1975.
Sulle orme di Ida Barney proseguì il suo lavoro astrometrico e fu direttrice dell'Osservatorio Maria Mitchell sull'isola di Nantucket dal 1957 al 1978, dove tenne programmi estivi (maggio-ottobre) per più di 100 studenti, molti dei quali in seguito ebbero successo nel campo dell'astronomia. Nei suoi ultimi anni a Yale le fu assegnata la cattedra del corso più elementare di astronomia.
Durante la metà degli anni '50 fu consulente per i laboratori di ricerca balistica dell'esercito statunitense sull'effetto Doppler. Fu autrice del Catalogo BS, un compendio di informazioni sulle 9.110 stelle più luminose del cielo, nonché coautrice del Catalogo generale delle parallassi stellari trigonometriche, contenente misurazioni precise della distanza di 8.112 stelle, informazioni critiche per la comprensione della cinematica della Via Lattea e dell'evoluzione del vicinato solare. Con Harlan J. Smith scoprì la variabilità ottica del primo quasar 3C 273 mai rilevato.
Nel 1988 fu insignita del Premio George Van Biesbroeck dall'American Astronomical Society per una vita al servizio dell'astronomia. Morì un mese dopo il compimento del suo centenario per complicazioni da cancro.